# المنشأة الجديدة (الشرقية)
قرية المنشأة الجديدة هي إحدى القرى التابعة لمركز كفر صقر في محافظة الشرقية في جمهورية مصر العربية. حسب إحصاءات سنة 2006، بلغ إجمالي السكان في المنشأة الجديدة 3910 نسمة، منهم 1828 رجل و2082 امرأة.